# Торговый дом Кичигиных
Торговый дом Кичигиных — старинный дом в посёлке городского типа Верх-Нейвинском Невьянского района Свердловской области, одна из достопримечательностей деревянного зодчества заводского посёлка времён дореволюционной России. 

## Расположение
Дом Кичигиных расположен в историческом центре посёлка Верх-Нейвинского, на перекрёстке улиц Ленина и Мира (ранее Центральная и Кунарская улицы соответственно). Лицевая сторона дома обращена на улицу Ленина, а сам дом находится на противоположной стороне улицы от здания старого волостного правления. Между этим зданием и расположенным рядом Историческим сквером имеется автомобильная стоянка. Адрес дома Кичигиных: улица Ленина, дом 44.
Рядом с домом Кичигина вдоль улицы  проходит тротуар. Буквально через один дом от кичигинского, по адресу улица Ленина, 50, расположен другой старинный дом, где проживала семья промышленника Скороходова. А чуть выше по улице Мира можно дойти до соседней улицы Карла Маркса. У перекрёстка двух улиц расположены усадьба Яновых (слева) и дом фельдшера Машанова (справа).

## Архитектура
В настоящее время дом Кичигиных представляет собой обычную деревянную одноэтажную постройку, стоящую на небольшом фундаменте. С лицевой стороны дом относительно симметричен, на улицу обращены три окна с наличниками, имеется небольшой чердак с прорезью. Влево от дома уходит забор. Правый торец дома обращён на улицу Мира, на которую также выглядывают несколько окон с наличниками. Вместе с прилегающими хозяйственными постройками дом вытянут повдоль улицы Мира более чем на 20 метров.
Ещё в середине XX века это старинное здание представляло собой величественный бревенчатый двухэтажный дом. На первом этаже, как и на сохранившемся ныне втором, было три окна, одетых в наличники со ставнями. Размеры окон на первом этаже были примерно двое меньше, чем на втором. Со временем дом просел, и первый этаж ушёл под землю. А в 1970-х годах бывший дом Кичигиных обшили тесом, скрыв от глаз таким образом и сам первый этаж, и бревенчатую кладку дома.
Старый облик ещё двухэтажного дома был запечатлён на фотографии 1950-х годов, которая позднее попала на страницу книги «Русское деревянное зодчество Урала». Автором книги, как и опубликованной в ней фотографии дома Кичигиных, является Евгений Николаевич Бубнов. В 1950-х — 1960-х годах он работал ведущим архитектором в проектном бюро отдела 11 предприятия п/я 318 (будущего Уральского электрохимического комбината).

### Наличники
Наличники окон второго этажа состоят из дугообразной лобовой доски и накладного выпиловочного орнамента с изображением растительности. Нижняя подоконная доска перекликается по своему оформлению с верхней частью наличника: её орнамент выполнен по такой же технике. Ставни подогнаны под форму окон и имеют, скорее, декоративное значение. Двумя рядами на ставнях проходят дополнительные выпиловочные элементы. Верхняя часть украшена изображениями хлебных колосьев, что символизирует щедрость и плодородие земли, достаток в доме и мир в нём, а нижняя часть — геометрическим и растительным орнаментами.

### Фронтон
Самым необычный элемент оформления доме Кичигных находится на фронтоне. По центру фронтона расположено слуховое окно веерообразной формы. Окно украшено богатым декором из выпиловочного орнамента. С разных сторон от окошка полуциркульной формы изображены мифические животные, напоминающие не то загадочных птиц, не то драконов. Изображение фантастических существ на домах — явление достаточно редкое для Горнозаводского края. Вероятно, это отголосок старинного прошлого, пропитанного крестьянским фольклором и языческими мифами.

## История
В начале XX века дом на перекрёстке Центральной и Кунарской улиц принадлежал семье Кичигиных. Здесь проживали супруги Пётр Антонович (1871 г. р.) и Евдокия Корниловна (1877 г. р.), у которых было шестеро детей. Семья Петра и Евдокии была зажиточной, но людьми они были трудолюбивыми. Основным занятием в семье Кичигиных была торговля.
Рядом с жилым домом Пётр Антонович построил большую деревянную лавку (к настоящему времени не сохранилась). С округи глава семейства привозил бакалейные товары. Совместно супруги стояли за прилавком и продавали верх-нейвинцам различные продуктовые товары: муку, крупы, соль и сахар. Торговля пищевыми продуктами не была единственным занятием Кичигиных, ведь также они имели небольшое производство — мыловарение. Кичигины варили мыло на натуральной основе — на чистых травах. Продукция семьи Петра и Евдокии пользовалась большим спросом на ярмарках. Завистливые люди прозвали Петра Антоновича «мочалиным купцом».
Некоторое время в лавке Кичигиных было размещено Верх-Нейвинское общество потребления. Потребительское общество появилось в Верх-Нейвинске ещё в 1894 году. Такие общества создавались для приобретения товаров по низким ценам и продаже их членам общества. К 1915 году в потребительском обществе Верх-Нейвинска состояли до 300 человек,  а всего использовалось три лавки, включая лавку Кичигиных.
Привычную жизнь и торговую деятельность Кичигиных прервал 1917 год. Новую власть в России Пётр Антонович не принял, в связи с чем, во время Гражданской войны вместе со своим сыном Михаилом покинул Верх-Нейвинск. Со временем верх-нейвинцы позабыли об уважаемом человеке, а сам Кичигин-старший уже не вернулся в родной дом. Позднее пришла страшная весть: Пётр Антонович скончался в Чите от тифа. Евдокия Корниловна значительно пережила своего супруга и скончалась в 1944 году. Она была упокоена на Старом кладбище посёлка, но место её могилы неизвестно.
Другой сын Петра и Евдокии Кичигиных — Павел (1903-19??) — был преподавателем и юристом. В 1924 году он женился на учительнице Зое Дмитриевне Беловой (1901-1986). В середине XX века за свою деятельность Зоя Дмитриевна была награждена орденом Ленина. Молодую жену Павел Кичигин привёл в отчий дом, но проживали в нём супруги недолго. После победы красных в Гражданской войне и укреплении советской власти Кичигиным напомнили, что их родственники не приняли власть большевиков, а также занимались чуждой новому строю предпринимательской деятельностью, то есть были кулаками. Дом и лавку национализировали, а в конце 1920-х годов Кичигиных выселили из родного дома. Поэтому молодым людям пришлось искать пристанище у семьи Лапотышкиных, которые приняли их к себе на проживание. Национализированный дом Кичигиных был передан на баланс в коммунальный фонд Верх-Нейвинского поселкового Совета, а самой лавке ещё некоторое время продолжалась торговля продуктами.
После выселения семьи Кичигиных в жилом доме была проведена перепланировка. Первый этаж был нежилым — здесь работал сапожник. Второй этаж был поделён на две квартиры, в одной из которых в годы Великой Отечественной войны размещался местный отдел милиции. А бывшая лавка после прекращения торговли была оборудована под склад «Союзвинкомбината». Одной весенней ночью в 1933 году в складском помещении произошла кража: кто-то вскрыл склад и похитил оттуда часть винной продукции. Для расследования данного преступления была собрана целая следственная комиссия, однако установить личность преступника так и не удалось. После проведения следственных мероприятий остатки вина были пущены на реализацию.
Летом 1942 года в помещении бывшей лавки был открыт пункт приёма даров природы — местные жители сдавали сюда ягоды, грибы и кедровые шишки. Позднее кичигинской лавке был размещён хозяйственный магазин, затем пивной ларёк, а ещё позднее склад коммунального отдела, в котором лежал на хранении рабочий инвентарь.
В 1946 году в квартире с видом на поселковый Совет поселились военный Василий Иванович Партин (1918-1981) и его супруга Нина Петровна (1925-1985). Через некоторое время Партин был назначен на высокую должность на возведённый рядом с посёлком секретный завод (в настоящее время Уральский электрохимический комбинат). С 1962 года до момента своей трагической гибели Василий Иванович руководил отделом режима предприятия. В 1949 году Партины переехали в строящийся при атомном заводе город.
В другой квартире, по соседству с Партиными, проживала семья Кузнецовых — Сергей Александрович (1898-1965) и его жена Александра Яковлевна (1912-1997). Сергей Кузнецов был военным фельдшером и годы Великой Отечественной лечил раненых и больных в лазаретах и госпиталях. В мирное время он трудился санитарным инспектором Верх-нейвинского врачебного участка. Длительное время в этом же доме проживала фронтовичка и медсестра Зинаида Ермильевна Вашляева.

### Электронный ресурс
- Верх-Нейвинский. История, люди и дома